# Anaso Jobodwana
Anaso Jobodwana (* 30. Juli 1992 in Aberdeen, Ostkap) ist ein südafrikanischer Leichtathlet, der auf die Sprintdisziplinen spezialisiert ist.

## Sportliche Laufbahn
Erste internationale Erfahrungen sammelte Anaso Jobodwana bei den Afrikameisterschaften in Porto-Novo, bei denen er in das Halbfinale über 200 Meter gelangte, dort aber nicht mehr antrat. Daraufhin nahm er an den Olympischen Spielen in London teil und verbesserte seine persönliche Bestzeit auf 20,27 Sekunden und zog in das Finale ein, in dem er Achter wurde. 2013 gewann er bei der Sommer-Universiade in Kasan die Goldmedaillen über 100 und 200 Meter. Zudem belegte er mit der südafrikanischen 4-mal-100-Meter-Staffel im Finale den siebten Platz. Anschließend erfolgte die Teilnahme an den Weltmeisterschaften in Moskau, bei denen er das Halbfinale über 100 Meter erreichte sowie Platz sechs über 200 Meter belegte.
Zwei Jahre später nahm er erneut an den Weltmeisterschaften in Peking teil und gewann dort mit neuem Landesrekord von 19,87 s im Finale über 200 Meter die Bronzemedaille. Zudem schied er mit der südafrikanischen Staffel in der ersten Runde aus und wurde über 100 Meter im Vorlauf disqualifiziert. Zum Ende der Saison nahm er an den Afrikaspielen in Brazzaville teil und erreichte dort das Halbfinale über 100 Meter.
2016 qualifizierte er sich über 200 Meter erneut für die Olympischen Spiele in Rio de Janeiro und schied dort in der ersten Runde mit 20,53 s aus. 2018 nahm er zum ersten Mal an den Commonwealth Games im australischen Gold Coast teil und wurde dort im Halbfinale über 200 Meter disqualifiziert. Zudem gewann er mit der südafrikanischen 4-mal-100-Meter-Staffel mit neuem Landesrekord von 38,24 s die Silbermedaille hinter der Mannschaft aus England. Bei den IAAF World Relays 2019 in Yokohama schied er mit der 4-mal-100-Meter-Staffel in 38,66 s in der Vorrunde aus und kam in der 4-mal-200-Meter-Staffel im Vorlauf aus. Im August nahm er erneut an den Afrikaspielen in Rabat teil und gewann dort in 20,56 s die Bronzemedaille hinter dem Sambier Sydney Siame und Divine Oduduru aus Nigeria. Auch mit der 4-mal-100-Meter-Staffel gewann er in 38,80 s die Bronzemedaille hinter den Teams aus Ghana und Nigeria. Anschließend erreichte er bei den Weltmeisterschaften in Doha über 200 Meter das Halbfinale, in dem er mit 20,34 s ausschied. Über 200 m qualifizierte er sich 2021 über die Weltrangliste für die Olympischen Spiele in Tokio und erreichte dort das Halbfinale, in dem er mit 20,88 s ausschied. Während der Schlussfeier der Olympischen Sommerspiele 2020 war er der Fahnenträger seiner Nation.
2015 wurde Jobodwana südafrikanischer Meister im 200-Meter-Lauf. Er absolvierte ein Studium an der Jackson State University in Jackson.

## Persönliche Bestzeiten
- 100 Meter: 10,10 s (+1,6 m/s), 24. Mai 2013 in Greensboro
  - 60 Meter (Halle): 6,60 s, 14. Februar 2015 in Albuquerque
- 200 Meter: 19,87 s (−0,1 m/s), 27. August 2015 in Peking
  - 200 Meter (Halle): 20,47 s, 8. März 2013 in Fayetteville